# L'Horoscope
Pour les articles homonymes, voir Horoscope et L'Horoscope (La Fontaine).
Pour plus de détails, voir Fiche technique et Distribution.
L'Horoscope est un film français réalisé par Jean Girault, sorti en 1978.

## Synopsis
Sous un prétexte fallacieux, Antoine quitte précipitamment l'église dans laquelle il allait se marier. Loin de ses deux futurs et redoutables beaux-frères, il fait le point et accepte l'emploi de barman que lui procure son ami Vincent. Après avoir lu son horoscope, Josy décide de quitter Vincent pour Antoine. Le nouveau couple nage bientôt dans le bonheur et la chance. Et personne n'est vraiment surpris quand Antoine et Josy gagnent aux courses une somme confortable. Dès lors, et avec Vincent comme associé, ils partent dans le Midi en vue d'acquérir un bar.

## Fiche technique
- Titre : L'Horoscope
- Réalisation : Jean Girault
- Scénario : Jacques Vilfrid
- Musique : Claude Bolling
- Photographie : Didier Tarot
- Montage : Michel Lewin
- Sociétés de production : Sofracima & Sphinx Films
- Société de distribution : S.N. Prodis
- Pays de production :  France
- Langue : anglais
- Format : couleur - Mono - 35 mm
- Genre : comédie
- Durée : 90 minutes
- Sortie :
  - France : 21 juin 1978

## Distribution
- Claude Rollet : Vincent Vallier
- Henri Courseaux : Antoine Fromont
- Evelyne Buyle : Josy
- France Dougnac : Fabienne Rousseau
- Georges Descrières : Pierre Quentin-Moraud, le notaire
- Alice Sapritch : La voyante
- Katia Tchenko : Ginette Marchand
- Henri Czarniak : Fernand Marchand
- Sylvain Lévignac : Edouard Marchand
- Michel Galabru : Plancheteau
- Jacques Marin : J.L. Beauché
- Georges Berthomieu : Le réceptionniste
- Yves Barsacq : Le joueur décavé
- Pierre Gallon : M. Dunoyer
- Michelle Bardollet : Mme Dunoyer
- Philippe Catoire : Le second réceptionniste
- Jean-Pierre Rambal : Le curé
- Maurice Bernardet : Lui-même